# Символьный тип
Символьный тип (Char) —  тип данных, предназначенный для хранения одного символа (управляющего или печатного) в определённой кодировке. Может являться как однобайтовым (для стандартной таблицы символов), так и многобайтовым (к примеру, для Юникода ). Основным применением является обращение к отдельным знакам строки.

## Язык C
В языке Си размер типа равен одному байту. В общем случае размер типа char на конкретной платформе регулируется значением константы CHAR_BIT, определённой в заголовочном файле limits.h. По умолчанию и на платформах x86 она равна 8. Char может вмещать максимум один символ ASCII.
Если char определён как signed (знаковый), то его диапазон значений составляет от −128 до 127 (может быть на единицу дальше в положительную сторону, в зависимости от реализации). Если он определён как unsigned (беззнаковый), то его значения могут составлять от 0 до 255. Значение, содержащееся в этом типе, можно всегда безопасно привести к значению типа int. В Си нет примитивных типов для работы со строками, поэтому для работы с ними используется указатель char *.